# Victor Rothschild, 3. Baron Rothschild

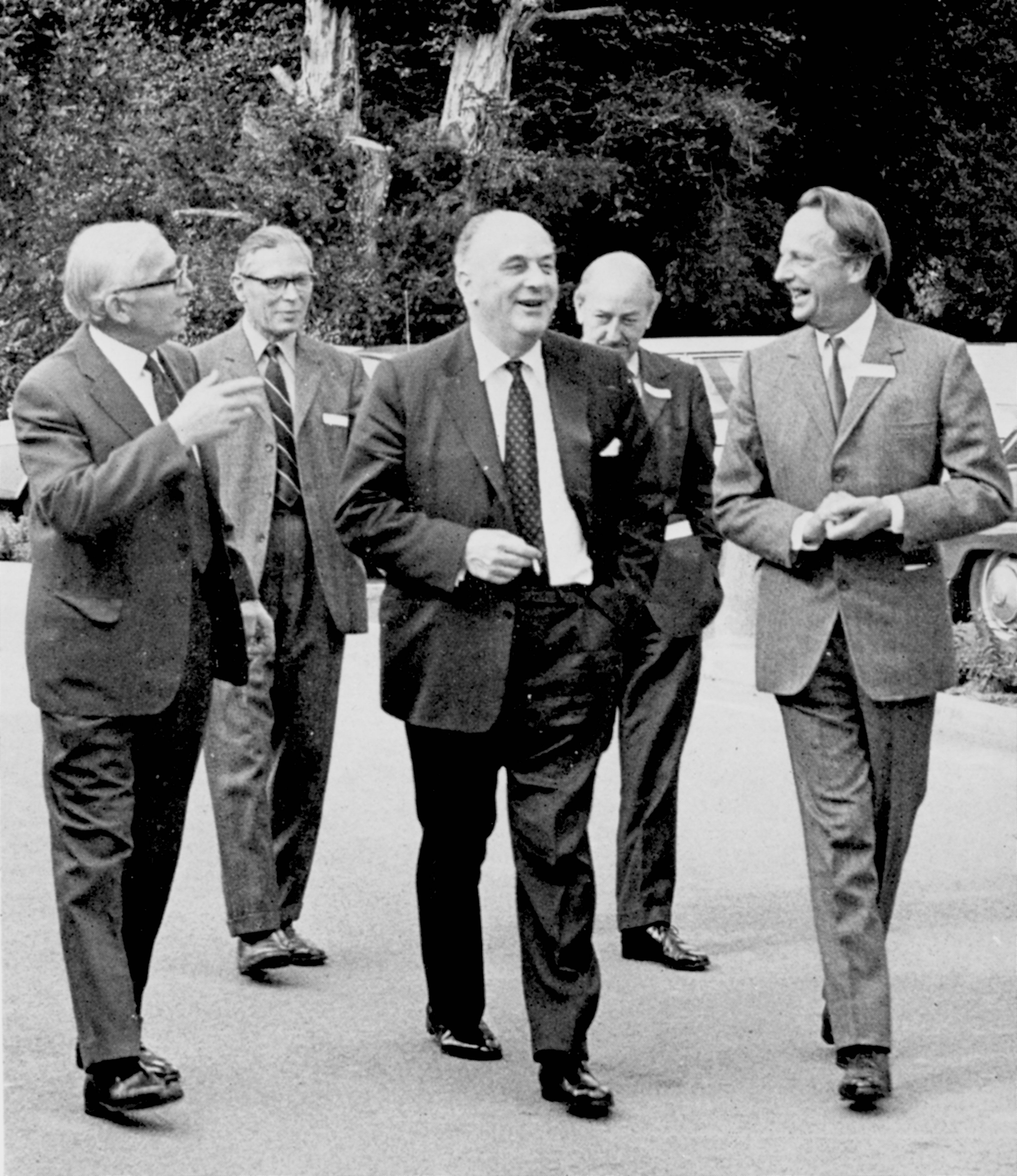
Victor Rothschild (Mitte) im Jahr 1973

Nathaniel Mayer Victor Rothschild, 3. Baron Rothschild, (* 31. Oktober 1910 in London; † 20. März 1990 ebenda) war ein britischer Biologe, politischer Berater, Mitglied des Oberhauses, Geheimdienstmitarbeiter und Mitglied der Bankiersfamilie Rothschild.

## Leben

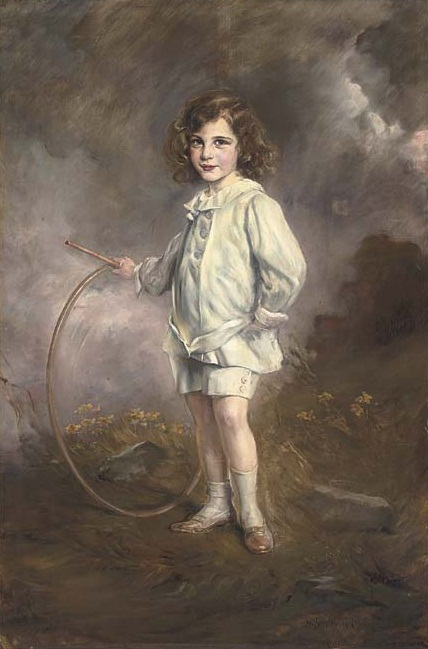
Victor Rothschild als Kind, Porträt von Josef Arpád Koppay (1914)

Victor Rothschild war der Sohn des Bankiers und Hobby-Entomologen Charles Rothschild und von Rózsika Rothschild und Bruder von Miriam Rothschild und Pannonica de Koenigswarter. Er besuchte die Harrow School und ab 1929 die Universität Cambridge (Trinity College), an der er Zoologie studierte und darin 1937 promoviert wurde (Ph. D.). 1935 erhielt er eine Prize Fellowship des Trinity College.
In Cambridge tat er sich als Cricket-Spieler hervor, war Mitglied der Geheimgesellschaft Cambridge Apostles (damals von Marxisten dominiert) und behielt auch seine linksgerichtete Einstellung, als er 1937 die Adelstitel seines Onkels Walter Rothschild, 2. Baron Rothschild erbte und als Mitglied der Labour-Partei ins Oberhaus einzog. Da er in Cambridge und später bei den britischen Geheimdiensten auch Kontakte zu Guy Burgess, Anthony Blunt (mit dem er ein Interesse für Kunst teilte) und Kim Philby hatte, wurde er später zeitweise verdächtigt, das fünfte Mitglied des sowjetischen Spionagerings Cambridge Five gewesen zu sein, in den Untersuchungen beim Auffliegen des Spionagerings 1964 aber entlastet. Gerüchte hielten sich aber weiter, so dass er sich 1986 gezwungen sah, in einem offenen Brief an britische Zeitungen seine Unschuld zu beteuern. Margaret Thatcher entlastete ihn ebenfalls 1986 (Thatcher: We have no evidence that he was ever a soviet agent). Noch 1994 verdächtigte ihn der australische Autor Roland Perry in einem Buch, der fünfte Mann gewesen zu sein, der aber später meist mit John Cairncross identifiziert wurde. Kim Philby verdächtigte Rothschild, der sich auch später in hohen britischen Geheimdienstkreisen bewegte und britische Regierungen  in diesen Fragen beriet, in seinen Interviews mit Phillip Knightley dagegen, Unterlagen über sowjetische Agenten in Europa 1947 an den Mossad weitergegeben zu haben.
Im Zweiten Weltkrieg arbeitete er für MI-5 als Leiter der Abteilung Explosionsstoffe und Sabotage, wobei er deutsche Sabotageversuche in Großbritannien bekämpfte und auch persönlich deutsche Bomben und Sprengfallen entschärfte, wofür er als Experte galt.  Außerdem war er teilweise für die Sicherheit von Winston Churchill zuständig, mit dem er befreundet war. Für seine Arbeit im Zweiten Weltkrieg erhielt er 1944 die George Medal (G.M.) und auch hohe US-amerikanische Auszeichnungen.
1950 bis 1970 war er an der Fakultät für Zoologie der Universität Cambridge. Er arbeitete aber auch für die Industrie. Unter anderem entwickelte er Messmethoden für die Beweglichkeit und Anzahl von Spermatozoen und diverse andere Messgeräte für die biologische Forschung. Für seine Arbeit über Befruchtung (unter anderem bei Bullen und Seeigeln) wurde er 1953 Fellow der Royal Society. 1950 erhielt er einen weiteren Doktorgrad (D. Sc.). Ab 1961 arbeitete er für die Forschung von Royal Dutch Shell (als Vize-Direktor für Forschung), bei der er 1963 bis 1970 Direktor der weltweiten Forschung war. 1948 bis 1958 war er Vorsitzender des Agricultural Research Council.
1975/76 war er Vorsitzender in der Familienbank der Rothschilds (N M Rothschild & Sons). Er versuchte  einen familieninternen Zwist in der Leitung zu schlichten, was aber nicht erfolgreich war. Er blieb bis zu seinem Tod aber aktiv in der Firma. 1981 gründete er Biotechnology Investments Limited.
Er beriet sowohl Labour-Regierungen als auch Konservative (wie Margaret Thatcher) in Sicherheitsfragen. Er hatte gute Kontakte zum Premierminister Edward Heath und leitete 1971 bis 1974 den von Heath gegründeten Central Policy Review Staff (bekannt als Think Tank), der die Arbeit der Regierung über Behördengrenzen hinaus koordinierte und 1983 aufgelöst wurde. 1976 leitete er die Royal Commission on Gambling und 1982 stand er einer Kommission vor, die die Arbeit des Social Science Research Council evaluierte.
1975 wurde er als Knight Grand Cross des Order of the British Empire (GBE) ausgezeichnet.

## Privates
Er war zweimal verheiratet. Aus der 1933 geschlossenen Ehe mit Barbara Hutchinson (1911–1989) hatte er zwei Töchter und einen Sohn (Jacob Rothschild). Die Ehe wurde später geschieden. Aus der 1946 geschlossenen zweiten Ehe mit Teresa Mayor (1915–1996) hatte er zwei Söhne und zwei Töchter, darunter Emma Rothschild und den Geschäftsmann Amschel Mayor James Rothschild (1955–1996).
Neben Cricket spielte er später Golf. Er spielte auch Klavier und hatte dabei eine Vorliebe für Jazz.

## Schriften
- A classification of living animals, Longmans, Green and Co. 1961
- Spermatozoa, British Medical Journal, Band 2, Nr. 5307 und 5308, September 1962, S. 743–749, S. 812–817